# Estación de Huesa
Huesa es una estación ferroviaria situada en el municipio español de Cabra del Santo Cristo, en la provincia de Jaén, comunidad autónoma de Andalucía. Actualmente no dispone de servicio de viajeros aunque puede ser utilizada como apartadero para efectuar cruces entre trenes de viajeros y de mercancías.

## Situación ferroviaria
Las instalaciones se encuentran situadas en el punto kilométrico 82,7 de la línea férrea de ancho ibérico Linares Baeza-Almería, a 830 metros de altitud sobre el nivel del mar, entre las estaciones de Larva y de Cabra del Santo Cristo-Alicún. El trazado es de vía única y está sin electrificar.

## Historia
La estación fue inaugurada el 22 de marzo de 1898 con la apertura del tramo Huesa-Alamedilla de la línea de férrea que pretendía unir Linares con el puerto de Almería, si bien el trazado en su totalidad no se abrió hasta 1899. La gestión de las instalaciones corrió a cargo de la Compañía de los Caminos de Hierro del Sur de España, que mantuvo su titularidad hasta 1929, cuando pasaron a ser controladas por la Compañía de los Ferrocarriles Andaluces. La compañía de «Andaluces», como así se la conocía popularmente, ya llevaba años explotando la línea tras serle arrendada en 1916. Un alquiler no demasiado ventajoso, y que se acabó cerrando con la anexión de la compañía. En 1936, durante la Segunda República, «Andaluces» fue incautada debido a sus problemas económicos y se asignó a la Compañía Nacional de los Ferrocarriles del Oeste la gestión de las líneas que «Andaluces» explotaba.
En 1941, tras la nacionalización de los ferrocarriles de ancho ibérico, las instalaciones pasaron a formar parte de la recién creada RENFE. Con el paso de los años en torno a la estación se fue formando un núcleo poblacional, dependiente del municipio de Cabra del Santo Cristo, que para 1950 tenía un censo de 334 habitantes.
Desde el 31 de diciembre de 2004 Renfe Operadora explota la línea mientras que Adif es la titular de las instalaciones ferroviarias.
Desde el 2 de junio de 2013 deja de prestar servicio debido a la supresión de por parte del ministerio de Fomento de los servicios de Media Distancia que tenían parada en la estación.